# Peltastica tuberculata
Peltastica tuberculata is een keversoort uit de familie tandhalskevers (Derodontidae). De wetenschappelijke naam van de soort is voor het eerst geldig gepubliceerd in 1852 door Mannerheim.